# 賴佳玟
賴佳玟（1985年8月20日—），台灣女子羽球選手。畢業於國立體育大學體育與健康休閒研究所。

## 簡歷
2010年，賴佳玟在高雄國際羽球挑戰賽贏得首個國際賽冠軍 。
2011年，其時就讀國立嘉義大學的賴佳玟代表中華台北參加深圳舉行的]世界大學生夏季運動會羽球比賽，拿得一面混合團體銅牌。
2013年，賴佳玟與新秀盧敬堯合作，代表亞柏羽球隊出戰中華民國102年度第1次全國羽球排名賽，在甲組決戰以2比0（21-17、21-13）擊敗李勝木 / 程文欣，獲個人生涯首個全國冠軍。
2013年8月，賴佳玟參加中國廣州舉行的世界羽毛球錦標賽，與陳曉歡出戰女子雙打項目，首圈以2-0淘汰比利時選手晉級，但在第二圈就以0比2（12-21、19-21）不敵10號種子、泰國的当甲农·阿伦革颂/恭差拉·沃拉威七猜恭出局。

## 主要比賽成績
只列出曾進入準決賽的國際賽事成績：
| 年份   | 賽事                   | 公開賽級別 | 項目     | 搭檔   | 成績   |
| ------ | ---------------------- | ---------- | -------- | ------ | ------ |
| 2010年 | 高雄羽球國際挑戰賽     | 國際挑戰賽 | 混合雙打 | 蘇義能 | 冠軍   |
| 2012年 | 新加坡羽毛球國際系列賽 | 國際系列賽 | 混合雙打 | 曾敏豪 | 準決賽 |
| 2013年 | 越南羽毛球大獎賽       | 大獎賽     | 女子雙打 | 陳曉歡 | 準決賽 |
| 2014年 | 韓國羽毛球大獎賽       | 大獎賽     | 混合雙打 | 曾敏豪 | 準決賽 |

| 2007-2017年 | 首要超級賽 | 超級賽 | 黃金大獎賽 | 大獎賽 | 國際挑戰賽 | 國際系列賽 | 未來系列賽 | 其他 |

### 奧運會和世錦賽參賽紀錄
|          | 搭檔   | 2013 | 2014 |
| -------- | ------ | ---- | ---- |
| 女子雙打 | 陳曉歡 | 32強 | 48強 |